# Convent de les Carmelites Descalces (Tiana)
El Convent de les Carmelites Descalces és una obra de Tiana (Maresme) inclosa a l'Inventari del Patrimoni Arquitectònic de Catalunya.

## Descripció

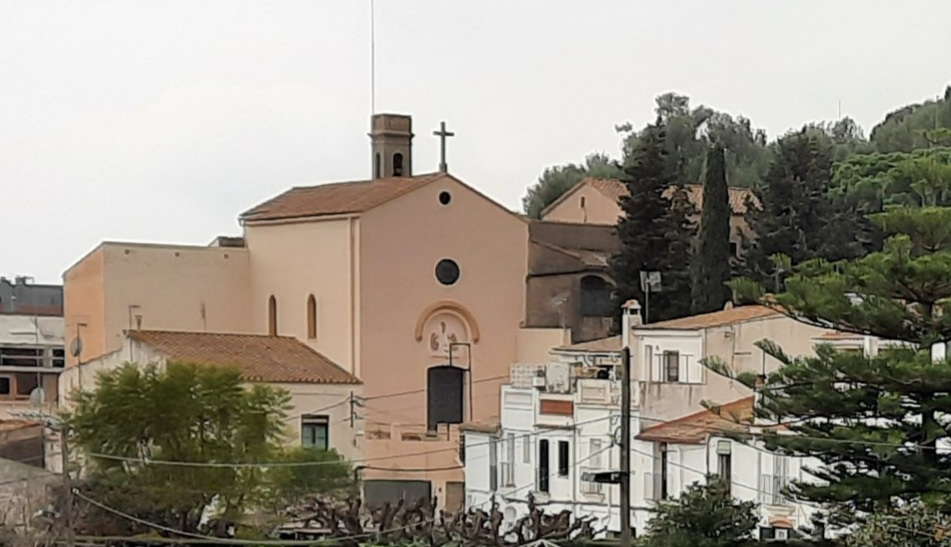
Convent de les Carmelites Descalces (Tiana) vist des de Can Matas

És un edifici religiós. Convent de clausura que domina tot el barri de Sant Bru; situat en una posició elevada. D'una banda destaca pels seus grans volums arquitectònics i per l'altra per la nuesa i simplicitat de les serves formes. El conjunt es distribueix al voltant de l'església que el domina: una sola nau rectangular coberta per sues vessants; una façana de grans dimensions només ocupada per una obertura circular, la porta i dues motllures d'arc de mig punt, al centre de les quals hi ha tres figures de terracotta. En una construcció annexa destaca una porxada lateral. Tot el conjunt està arrebossat de color blanc.

## Història
L'edifici data de l'any 1883.